# Iván Darío González
Iván Darío González González (* 14. August 1987 in Bogotá) ist ein kolumbianischer Leichtathlet, der sich auf den Langstreckenlauf spezialisiert hat. 2018 siegte er über 10.000 Meter bei den Südamerikaspielen in Cochabamba.

## Sportliche Laufbahn
Erste Erfahrungen bei internationalen Meisterschaften sammelte Iván Darío González im Jahr 2011, als er bei den Südamerikameisterschaften in Buenos Aires in 3:49,90 min den sechsten Platz im 1500-Meter-Lauf belegte. Anschließend belegte er bei den Zentralamerika- und Karibikmeisterschaften (CAC) in Mayagüez in 3:48,47 min den sechsten Platz über 1500 m und erreichte nach 14:37,91 min Rang fünf im 5000-Meter-Lauf. Im Jahr darauf klassierte er sich bei den Ibero-Amerikanischen Meisterschaften in Barquisimeto mit 8:17,41 min auf dem fünften Platz im 3000-Meter-Lauf und erreichte nach 3:56,88 min Rang 13 über 1500 m. 2014 wurde er dann bei den Ibero-Amerikanischen Meisterschaften in São Paulo in 8:12,51 min Achter über 3000 m und gelangte nach 3:47,91 min auf den siebten Platz über 1500 m. Anschließend gewann er bei den CAC-Spielen in Xalapa in 14:25,16 min die Silbermedaille über 5000 m hinter dem Mexikaner Juan Luis Barrios und im 10.000-Meter-Lauf sicherte er sich in 29:41,31 min die Bronzemedaille hinter Barrios und dessen Landsmann Juan Carlos Romero. 
2015 erreichte er bei den Südamerikameisterschaften in Lima nach 14:20,04 min Rang neun über 5000 m und im Jahr darauf belegt er bei den Ibero-Amerikanischen Meisterschaften in Rio de Janeiro in 8:08,39 min den fünften Platz über 3000 m und wurde in 14:50,36 min Neunter im 5000-Meter-Lauf. 2017 gewann er bei den Südamerikameisterschaften in Luque in 14:15,76 min die Bronzemedaille über 5000 m hinter dem Chilenen Víctor Aravena und Ederson Pereira aus Brasilien. Zudem konnte er sein Rennen über 10.000 m nicht beenden. Anschließend klassierte er sich bei den Juegos Bolivarianos in Santa Marta mit 14:22,67 min auf dem siebten Platz über 5000 m. Im Jahr darauf nahm er an den Südamerikaspielen in Cochabamba teil und siegte dort in 30:25,10 min im 10.000-Meter-Lauf und belegte in 15:14,69 min den fünften Platz über 5000 m. Anschließend gewann er bei den Zentralamerika- und Karibikspielen in Barranquilla in 30:15,23 min die Bronzemedaille über 10.000 m hinter dem Mexikaner Juan Luis Barrios und Mario Pacay aus Guatemala. Zudem gelangte er nach 14:12,96 min auf Rang vier über 5000 m. 2019 belegte er bei den Südamerikameisterschaften in Lima in 13:59,31 min den fünften Platz über 5000 m und startete anschließend bei den Panamerikanischen Spielen ebendort und wurde dort in 14:10,82 min Zwölfter über 5000 m und erreichte im 10.000-Meter-Lauf nach 28:39,15 min Rang sieben. Bei den Halbmarathon-Weltmeisterschaften 2020 in Gdynia lief er nach 1:02:31 h auf Rang 48 ein und im Jahr darauf nahm er im Marathonlauf an den Olympischen Spielen in Sapporo teil, konnte dort sein Rennen aber nicht beenden.
2022 gewann er bei den Juegos Bolivarianos in Valledupar in 14:36,70 min die Bronzemedaille über 5000 Meter hinter dem Chilenen Carlos Díaz und Vidal Basco aus Bolivien und belegte in 30:08,56 min den fünften Platz über 10.000 Meter. Im Jahr darauf gewann er bei den Zentralamerika- und Karibikspielen in San Salvador in 29:40,71 min die Silbermedaille hinter dem Mexikaner Víctor Zambrano und anschließend wurde er bei den Panamerikanischen Spielen in Santiago de Chile in 30:13,81 min Zehnter.
In den Jahren 2011 und 2014 wurde González kolumbianischer Meister im 1500-Meter-Lauf sowie 2016, 2017 und 2022 über 5000 Meter. Zudem siegte er 2021 und 2022 im 10.000-Meter-Lauf.

## Persönliche Bestzeiten
- 1500 Meter: 3:43,60 min, 14. November 2012 in Santander de Quilichao
- 3000 Meter: 8:05,60 min, 10. August 2014 in Belém
- 5000 Meter: 13:33,55 min, 19. April 2019 in Torrance
- 10.000 Meter: 28:05,29 min, 14. April 2022 in Walnut
- Halbmarathon: 1:02:31 h, 17. Oktober 2020 in Gdynia
- Marathon: 2:11:07 h, 6. Dezember 2020 in Valencia